# Liste der Baudenkmale in Lohheide
In der Liste der Baudenkmale in Lohheide sind alle Baudenkmale des niedersächsischen gemeindefreien Bezirks Lohheide im Landkreis Celle aufgelistet. Die Quelle der Einträge ist der Denkmalatlas Niedersachsen mit tw. Kürzungen. Der Stand der Liste ist der 20. Mai 2024.

## Allgemein
In den Spalten befinden sich folgende Informationen:
- Lage: die Adresse des Baudenkmales und die geographischen Koordinaten. Kartenansicht, um Koordinaten zu setzen. In der Kartenansicht sind Baudenkmale ohne Koordinaten mit einem roten Marker dargestellt und können in der Karte gesetzt werden. Baudenkmale ohne Bild sind mit einem blauen Marker gekennzeichnet, Baudenkmale mit Bild mit einem grünen Marker.
- Bezeichnung: Bezeichnung des Baudenkmales
- Beschreibung: die Beschreibung des Baudenkmales. Unter § 3 Abs. 2 NDSchG werden Einzeldenkmale und unter § 3 Abs. 3 NDSchG Gruppen baulicher Anlagen und deren Bestandteile ausgewiesen.
- ID: die Objekt-ID des Baudenkmales
- Bild: ein Bild des Baudenkmales, ggf. zusätzlich mit einem Link zu weiteren Fotos des Baudenkmals im Medienarchiv Wikimedia Commons. Wenn man auf das Kamerasymbol klickt, können Fotos zu Baudenkmalen aus dieser Liste hochgeladen werden:

## Bergen-Belsen
| Lage                                       | Bezeichnung     | Beschreibung | ID       | Bild |
| ------------------------------------------ | --------------- | --- | -------- | ---- |
| Bergen Belsen 2 52° 47′ 10″ N, 9° 56′ 2″ O | Treppenspeicher | Allseitig verbretterter Fachwerkbau auf Findlingssteinen unter hohlpfannengedecktem Halbwalmdach. Fachwerkgefüge Hochrähmzimmerung mit eingezapften Ankerbalken, Treppenanlage unter an der südlichen Giebelseite vorkragenden Dach. Errichtet 1801 (i). Transloziert vom Kasernengelände Bergen Belsen. | 33762948 | BW   |

### Konzentrationslager
| Lage                                         | Bezeichnung                          | Beschreibung | ID       | Bild           |
| -------------------------------------------- | ------------------------------------ | --- | -------- | -------------- |
| Anne-Frank-Platz 52° 45′ 38″ N, 9° 54′ 34″ O | Lager Bergen-Belsen                  | Die Gedenkstätte auf dem Gelände des ehemaligen Konzentrationslagers Bergen-Belsen wurde in den Nachkriegsjahren durch verschiedene Landschaftsarchitekten, u.a. Wilhelm Hübotter, als Heidelandschaft mit Kiefern- und Birkenanpflanzungen geplant. Sie ist in einen Wald eingebettet. Auf dem Gelände sind von Südost bis Nordwest verteilt 14 unterschiedlich große Massengräber, in denen über 52.000 Tote ruhen. Die Grabanlagen sind als Hügel mit Heidebepflanzung aufgeschüttet und werden von einer Natursteinmauer umgeben. An jedem Massengrab ist eine Inschriftentafel mit der Anzahl der darin befindlichen Toten angebracht. Ein Rundweg aus Betonsteinplatten führt über das Gelände der Gedenkstätte. Ein Abzweig leitet im Süden zu einem steinernen jüdischen Mahnmal, das am Ersten Jahrestag der Befreiung von jüdischen Überlebenden errichtet wurde. Es wird von Einzelgrabsteinen umgeben, u.a. dem Gedenkstein von Margot und Anne Frank. Südwestlich davon ein hölzernes Kreuz, das von polnischen Überlebenden im Herbst 1945 aufgestellt wurde. Nördlich davon, auf dem ehemaligen Versammlungsplatz steht der Obelisk mit der Inschschriftenwand, die beide von dem britischen Militär als Mahnmal gestiftet worden sind. Informationsstelen, die bei der Erneuerung der Anlage zwischen 2001 und 2015 aufgestellt wurden, ergänzen die Gedenkstätte. Nordöstlich grenzt eine Fläche an, die ursprünglich auch zu dem Konzentrationslager gehörte, aber in den Nachkriegsjahren und den 1960er Jahren nicht in die Gestaltung der Gedenkstätte mit einbezogen wurde. Hier hatte sich ein Wald etabliert. Erst bei der Erweiterung der Gedenkstätte zwischen 2012 und 2015 wurde sie in die Gestaltung mit einbezogen. | 33763290 |                |
| Anne-Frank-Platz 52° 45′ 28″ N, 9° 54′ 16″ O | Gedenkstätte                         | Gedenkstätte auf dem Freigelände des ehemaligen Konzentrationslagers Bergen-Belsen, bestehend aus einem Obelisk, der Platzgestaltung sowie einer Inschriftenwand, die an die Zehntausende Opfer gedenken, die in dem Konzentrationslager Bergen-Belsen umgekommen sind. Errichtet 1952. | 33762909 | Weitere Bilder |
| Anne-Frank-Platz 52° 45′ 27″ N, 9° 54′ 25″ O | Gedenkstein für die jüdischen Opfer  | Auf dreistufigem Sockel errichteter quadratischer, ca. 2,5 m hoher Stein mit Inschriften, bekrönt mit einer Abdeckplatte, darauf aufgesetzt ein Kubus mit eingraviertem Davidstern und bekrönender Kugel. Errichtet 1946. | 33762928 | Weitere Bilder |
| Anne-Frank-Platz 52° 45′ 28″ N, 9° 54′ 40″ O | Ausstellungs- und Verwaltungsgebäude | Ursprünglich eingeschossiger Massivbau aus Waschbeton mit Flachdach. Errichtet 1966 als Ausstellungshalle, erweitert 1990 als eingeschossiger, mehrteiliger und heterogen gestalteter Gebäudekomplex, tw. mit auskragendem Flachdach sowie vertikalen und horizontalen Fensterbändern. | 44315812 | Weitere Bilder |
| Anne-Frank-Platz 52° 45′ 29″ N, 9° 54′ 42″ O | Mauer                                | Eine im Südosten des Gedenkstättengeländes gelegene Mauer aus Waschbetonplatten mit Schriftzug „Gedenkstätte Bergen-Belsen“, mit Zugang zum historischen Lagergelände vom Vorplatz der Gedenkstätte heraus. Errichtet 1966. | 44315833 |                |

## Bergen-Hohne
| Lage                                       | Bezeichnung                  | Beschreibung | ID       | Bild |
| ------------------------------------------ | ---------------------------- | --- | -------- | ---- |
| Lohheide (Gfb) 52° 47′ 14″ N, 9° 53′ 24″ O | ehemaliges Schloss Bredebeck | Zweigeschossiger weiß verputzter Massivbau, symmetrischer Mittelteil, langgestreckter Flügel im Süden, kurzer Seitentrakt im Norden. Am Mittelteil fassen zwei Seitenrisalite den Eingangsbereich mit Terrasse und vorgelagerter Pergola ein. Im Inneren neoklassizistischer Gartensaal und neobarocker Festsaal. Errichtet 1901/02 als Herrenhaus, Erweiterung 1922. | 33763053 |      |
| Lohheide (Gfb) 52° 47′ 10″ N, 9° 53′ 29″ O | Schlosspark                  | Die Parkanlage liegt in einem Hochwald auf Waldlichtung. Von Ost nach West führt eine Zufahrt mit Lindenallee zum Vorplatz, der parterreartig angelegt wurde. Mit langrechteckigen Wasserbassin in der Mitte, die Einfassung aus profiliertem Sandstein. Fontäne im Wasserbecken, gehalten von zwei Putten. Viertelkreisförmigen Ecken als Pflanzbecken mit Akanthusfries ausgestaltet. An Schmalseiten Treppenstufen mit lebensgroßen Wildschweinkopf aus Sandstein. Auf dem Vorplatz verschiedene Plastiken verteilt. Im westlichen Bereich zwei Teichanlagen und der Liethbach. Nördlich und südlich der Einfahrt Wiesenfläche. | 33763074 |      |
| Lohheide (Gfb) 52° 47′ 18″ N, 9° 53′ 41″ O | Lindenallee                  | Lindenallee von Osten nach Westen auf die Mittelachse des Schlosses zulaufend. Endet vor dem parterreartigem Vorplatz im Osten des Schlosses. | 41002971 |      |

### Kaserne Bergen
| Lage                                       | Bezeichnung                        | Beschreibung | ID       | Bild |
| ------------------------------------------ | ---------------------------------- | --- | -------- | ---- |
| Lohheide (Gfb) 52° 47′ 1″ N, 9° 55′ 30″ O  | Gebäude-Nr. 8, Kino                | | 33763032 | BW   |
| Lohheide (Gfb) 52° 47′ 0″ N, 9° 55′ 29″ O  | Gebäude-Nr. 8, Vorgarten           | | 44315397 | BW   |
| Lohheide (Gfb) 52° 47′ 11″ N, 9° 55′ 9″ O  | Gebäude-Nr. 26, ehemaliges Kasino  | | 33762968 |      |
| Lohheide (Gfb) 52° 46′ 32″ N, 9° 55′ 26″ O | Block 89, Mannschaftsunterkunft    | | 33757933 | BW   |
| Lohheide (Gfb) 52° 46′ 34″ N, 9° 55′ 29″ O | Geschäftsbaracke 6                 | | 33757907 | BW   |
| Lohheide (Gfb) 52° 47′ 12″ N, 9° 54′ 20″ O | Gebäude A 25, Glyn Hughes Hospital | | 48912806 | BW   |
| Lohheide (Gfb) 52° 47′ 6″ N, 9° 55′ 28″ O  | Gebäude A 27, Schule               | Ehemalige Dorfschule des Ortes Belsen, entstand in zweiter Hälfte 19. Jh. | 33762988 | BW   |
| Lohheide (Gfb) 52° 46′ 46″ N, 9° 55′ 4″ O  | Zelttheaterfriedhof                | | 33763310 |      |
| Lohheide (Gfb) 52° 46′ 37″ N, 9° 55′ 12″ O | Kleiner Friedhof                   | | 33763332 |      |
| Lohheide (Gfb) 52° 47′ 17″ N, 9° 54′ 14″ O | Deutscher Soldatenfriedhof         | Es wurden 155 deutsche Soldaten, aber auch 16 ungarische Soldaten beerdigt. Einzelgräber mit Grabstein oder Grabkreuz. 113 Soldaten starben 1944/1945 im Lazarett Bergen-Belsen und 58 bei den Endkämpfen im April 1945 im Raum Celle-Soltau. Auch 29 Angehörige der SS-Wachmannschaften und des Kommandanturpersonals des KZ Bergen-Belsen sind begraben. 1972 wurde die Anlage umgebaut und 2017 gärtnerisch umgestaltet. Rechteckig angelegt und von Erdwall eingefriedet. Im Eingangsbereich Mauer mit Naturstein und Eingangstor mit den Daten 1939-1945. | 44159192 |      |

## Hörsten
| Lage                                                                 | Bezeichnung                       | Beschreibung | ID       | Bild           |
| -------------------------------------------------------------------- | --------------------------------- | --- | -------- | -------------- |
| Lohheide (Gfb) 52° 46′ 38″ N, 9° 54′ 22″ O                           | Wohnhaus                          | | 33763203 |                |
| Lohheide (Gfb) 52° 46′ 37″ N, 9° 54′ 21″ O                           | Scheune                           | | 33763156 | BW             |
| Lohheide (Gfb) 52° 46′ 38″ N, 9° 54′ 20″ O                           | Schweinestall                     | | 33763179 | BW             |
| Lohheide (Gfb) 52° 46′ 36″ N, 9° 54′ 17″ O                           | Speicher                          | | 33763247 | BW             |
| Lohheide (Gfb) 52° 46′ 35″ N, 9° 54′ 15″ O                           | Wohnhaus                          | | 33763226 |                |
| Lohheide (Gfb), Straße Belsen-Meißendorf 52° 45′ 47″ N, 9° 53′ 42″ O | Sowjetischer Kriegsgräberfriedhof | Sowjetischer Kriegsgräberfriedhof mit Massengräbern und Einzelgräbern von ca. 20.0000 Toten, die zwischen 1941 und 1945 in deutscher Kriegsgefangenschaft aufgrund brutaler Behandlungen, schlechter und mangelnder Verpflegung und medizinischer Versorgung ums Leben gekommen sind. Darunter 19.600 sowjetische Kriegsgefangene, davon um die 5.000, die bis November 1941 in Einzelgräbern bestattet wurden. Der Großteil der Kriegsgefangenen wurde zwischen November 1941 und 1944 in Massengräbern beerdigt. In der Nähe des Eingangs an der Panzerringstraße sind Einzelgräber von acht polnischen Kriegsgefangenen und einer polnischen Soldatin der Armia Krajowa. Im Süden der Anlage ursprünglich 142 Einzelgräber italienischer Kriegsgefangener, die 1957 in ihre Heimat oder auf die zentrale Anlage in Hamburg-Öjendorf umgebettet wurden. Die Massen- und Einzelgräber sind als Hügel ausgestaltet und mit Heide, Birken, Ebereschen und zum Teil Wildrosen bepflanzt. Jahressteine von 1941, 1942 und 1943, die die einzelnen Erweiterungsabschnitte des Friedhofs markieren. Zudem eine Nachbildung des sowjetischen Ehrenmals „trauerndes Mädchen“ von Mykola Muchin und ein deutscher Gedenkstein von 1968. Der Friedhof wird seit 1964 von einem zwei Meter hohen Erdwall eingefriedet, der durch ein internationales Jugendworkcamp „Versöhnung über den Gräbern“ geschaffen wurde. Die Wege sind mit Betonplatten ausgelegt. Zwischen den Gräbern vorwiegend Rasenwege. Die Gestaltung der Friedhofsanlage wurde zwischen 1942 und 2015 mehrmals verändert. Im Südosten der Fußweg zur Gedenkstätte Bergen-Belsen. | 33763007 | Weitere Bilder |

## Bodendenkmale
| Lage                                            | Bezeichnung   | Beschreibung                                                                                      | ID       | Bild |
| ----------------------------------------------- | ------------- | ------------------------------------------------------------------------------------------------- | -------- | ---- |
| Hoppenstedter Heide 52° 47′ 16″ N, 9° 54′ 20″ O | Grabhügel     | Der letzte erhaltene von mehr als 10 Grabhügeln, Durchmesser circa 12 Meter und Höhe ca 0,6 Meter | 28945025 | BW   |
| Raafheide 52° 47′ 33″ N, 9° 53′ 37″ O           | Grabhügelfeld | Eine Gruppe von circa 30 Grabhügeln, es sind aber überwiegend nur noch wenige Reste vorhanden     | 28927597 | BW   |